# 치 흡착음
치 흡착음(齒 吸着音, Dental clicks)은 이와 혀로 내는 흡착음이다.

## 조음 방법
먼저 이빨로 혀를 깨문 후, 쯧하고 공기를 빨아들이며 혀를 놓아 준다.

## 같이 보기
- 치경 흡착음
- 양순 흡착음
- 권설 흡착음